# Chimarra confusa
Chimarra confusa is een schietmot uit de familie Philopotamidae. De soort komt voor in het Oriëntaals gebied.